# Walcha
Walcha – miejscowość w hrabstwie Vernon w stanie Nowa Południowa Walia w Australii w odległości 425 km od Sydney. Siedziba rady powiatowej.